# Paral·lel 61° nord
El paral·lel 61° nord és una línia de latitud que es troba a 61 graus nord de la línia equatorial terrestre. Travessa Europa, Àsia, l'Oceà Pacífic, Amèrica del Nord l'oceà Atlàntic.

## Geografia
En el sistema geodèsic WGS84, al nivell de 61° de latitud nord, un grau de longitud equival a 54,107 km; la longitud total del paral·lel és de 19.479 km, que és aproximadament 48,6% de la de l'equador, del que es troba a 6.765 km i a 3.237 km del pol Nord
Com tots els altres paral·lels a part de l'equador, el paral·lel 61° nord no és un cercle màxim i no és la distància més curta entre dos punts, fins i tot si es troben al mateix latitud. Per exemple, seguint el paral·lel, la distància recorreguda entre dos punts de longitud oposada és 9.739 km; després d'un cercle màxim (que passa pel Pol Nord), només és 6.474 km.

## Durada del dia
En aquesta latitud, el sol és visible durant 19 hores i 16 minuts a l'estiu, i 5 hores i 32 minuts en solstici d'hivern.

## Arreu del món
Començant al meridià de Greenwich i dirigint-se cap a l'est, el paral·lel 61º passa per:
| Coordenades                               | País, territori o mar | Notes |
| ----------------------------------------- | --------------------- | --- |
| 61° 0′ N, 0° 0′ E / 61.000°N,0.000°E      | Oceà Atlàntic         | Defineix la frontera entre el Mar del Nord i el Mar de Noruega                                              |
| 61° 0′ N, 4° 40′ E / 61.000°N,4.667°E     | Noruega               | Illes d'Ytre Sula i Hiserøyna, i el continent                                                               |
| 61° 0′ N, 12° 14′ E / 61.000°N,12.233°E   | Suècia                | |
| 61° 0′ N, 17° 13′ E / 61.000°N,17.217°E   | Mar Bàltic            | Golf de Bòtnia                                                                                              |
| 61° 0′ N, 21° 17′ E / 61.000°N,21.283°E   | Finlàndia             | |
| 61° 0′ N, 28° 41′ E / 61.000°N,28.683°E   | Rússia                | Passa a través del llac Ladoga, llac Onega i a l'hipocentre aproximat de l'esdeveniment de Tunguska de 1908 |
| 61° 0′ N, 156° 5′ E / 61.000°N,156.083°E  | Mar d'Okhotsk         | Badia de Gizhigin                                                                                           |
| 61° 0′ N, 159° 53′ E / 61.000°N,159.883°E | Rússia                | |
| 61° 0′ N, 161° 10′ E / 61.000°N,161.167°E | Mar d'Okhotsk         | Badia de Penzhin                                                                                            |
| 61° 0′ N, 163° 30′ E / 61.000°N,163.500°E | Rússia                | Kamtxatka                                                                                                   |
| 61° 0′ N, 172° 11′ E / 61.000°N,172.183°E | Mar de Bering         | |
| 61° 0′ N, 165° 10′ O / 61.000°N,165.167°O | Estats Units          | Alaska |
| 61° 0′ N, 151° 30′ O / 61.000°N,151.500°O | Badia de Cook         | |
| 61° 0′ N, 150° 31′ O / 61.000°N,150.517°O | Estats Units          | Alaska – península de Kenai                                                                                 |
| 61° 0′ N, 150° 19′ O / 61.000°N,150.317°O | Badia de Cook         | Badia de Turnagain                                                                                          |
| 61° 0′ N, 149° 39′ O / 61.000°N,149.650°O | Estats Units          | Alaska |
| 61° 0′ N, 141° 0′ O / 61.000°N,141.000°O  | Canadà                | Yukon Territoris del Nord-oest - Passa a través del Gran Llac de l'Esclau Nunavut                           |
| 61° 0′ N, 94° 10′ O / 61.000°N,94.167°O   | Badia de Hudson       | |
| 61° 0′ N, 77° 59′ O / 61.000°N,77.983°O   | Canadà                | Quebec - Península d'Ungava Nunavut – illa Diana                                                            |
| 61° 0′ N, 69° 55′ O / 61.000°N,69.917°O   | Badia Diana           | |
| 61° 0′ N, 69° 40′ O / 61.000°N,69.667°O   | Canadà                | Quebec - Península d'Ungava                                                                                 |
| 61° 0′ N, 69° 28′ O / 61.000°N,69.467°O   | Estret de Hudson      | |
| 61° 0′ N, 64° 43′ O / 61.000°N,64.717°O   | Estret de Davis       | |
| 61° 0′ N, 48° 24′ O / 61.000°N,48.400°O   | Groenlàndia           | |
| 61° 0′ N, 42° 41′ O / 61.000°N,42.683°O   | Oceà Atlàntic         | Passa al nord d'Out Stack, Muckle Flugga i Unst, illes Shetland, Escòcia, Regne Unit                        |